# Rajendra Bikram Shah
Rajendra Bikram Shah av Nepal, född 1813, död 1881, var kung av Nepal mellan 1816 och 1847. 